# Gerald Graham Smith
Gerald Graham Smith (1892 - 1976 ) fue un botánico británico.

## Algunas publicaciones

### Libros
- marjorie Courtenay-Latimer, gerald graham Smith, hertha Bokelmann, auriol Batten. 1967. The flowering plants of the Tsitsikama Forest and Coastal National Park: Die blomplante van die Tsitsikamabos en -Seekus Nasionale Park. A publication of the National Parks Board of the Republic of South Africa. Ed. National Parks Board. 140 pp.
- martin b. Bayer, antonius josephus adrianus Uitewaal, jens Treutein, flávio Resende, gerald graham Smith. 2004. Alsterworthia international: special issue. N.º 4 de Alsterworthia international special issue. 43 pp.